# Alexandr Vitko
Alexandr Viktorovič Vitko (rusky: Александр Викторович Витко) (* 13. srpna 1961, Vitebsk, Běloruská SSR) je ruský námořní důstojník v hodnosti admirála. Do této hodnosti byl povýšen 5. května 2014.
V roce 1984 vystudoval vojenskou námořní školu „Nachimovskoje učilišče“ (Нахимовское военно-морское училище Санкт-Петербург) v tehdejším Leningradě. Poté sloužil v ruské válečné Tichooceánské flotile. V letech 2009 až 2013 byl zástupcem velitele Severní flotily. Od dubna 2013 je velitelem ruského Černomořského loďstva.
Po vojenském obsazení Krymu ruskými jednotkami na jaře 2014 byl Vitko zařazen na sankční seznam Rusů, kterým USA a EU zakázaly vydávání víz a zmrazily jejich zahraniční konta, neboť konkrétními činy a aktivitami přispěli k narušení teritoriální integrity a suverenity Ukrajiny.